# 梓辛河
梓辛河，位于中華人民共和國江苏省，是里下河水网南部的一条东西向河道，位于车路河之南，与之平行，西起江苏省兴化市东门泊，横贯渭水河、西塘港、唐港河、盐靖河向东注入江苏省东台市串场河。该河流经兴化市垛田镇、林湖乡、竹泓镇、大垛镇、荻垛镇、陶庄镇等6个乡镇，全长35.9公里。河道功能为排涝、供水，河道等级为5。目前河底高程-0.6～-1.6米，底宽32～63米，口宽80～100米。